# 文奇察省

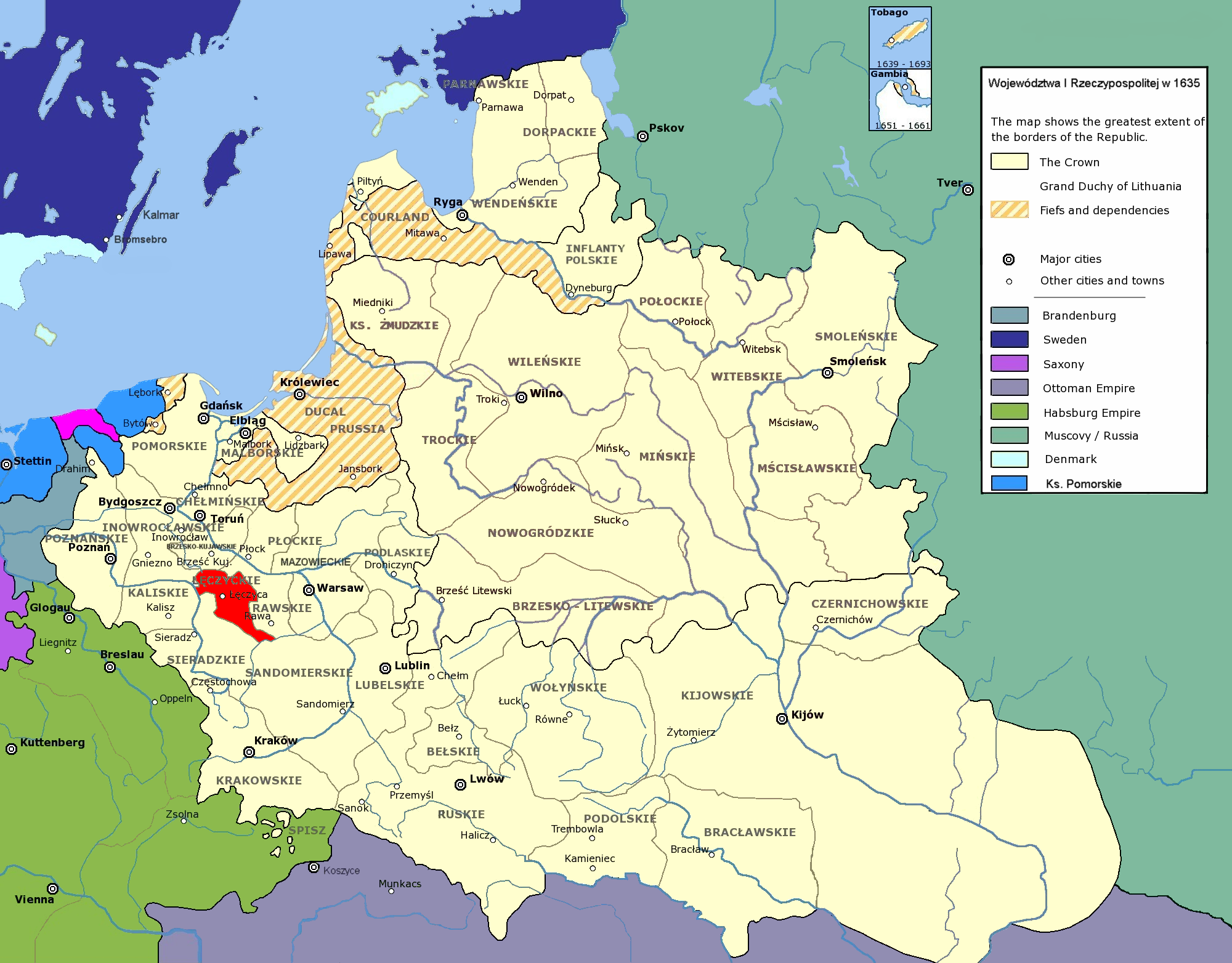
文奇察省在波兰立陶宛联邦的位置。

文奇察省（波蘭語：Województwo Łęczyckie）是一个于14世纪建立，于1772年至1795年瓜分波兰时撤销的波兰立陶宛联邦行政区划和地方政府。属于大波兰行省。

## 政府部门所在地
省总督所在地：
- 文奇察

地区议会（Sejmik）所在地：
- 文奇察

## 主要城镇
- 文奇察
- 布札希尼
- 奥尔沃夫

## 省总督
- 扬·“斯齐伯”·塔茨加诺夫斯基（大约1437年－？）
- 斯塔尼斯瓦夫·拉德杰约夫斯基（1627年－1637年）
- 马尔科希米连·普列泽热布斯基（1637年－1639年）
- 斯特凡·格姆比茨基（1639年－1653年）

## 临近省份和地区
- 谢拉兹省
- 卡利什省
- 布杰斯克-库亚雅省
- 拉瓦省
- 桑多梅日省